# Нагорный (Удмуртия)
Наго́рный — выселок в Игринском районе Удмуртии. Входит в Игринское сельское поселение.

## География
Выселок находится в 5 км к северу от районного центра — посёлка Игра.

## Улицы
Выселок состоит из трёх улиц: Ленина, Свердлова и Глазовской.

## Население
| 2010 | 2012 | 2021 |
| ---- | ---- | ---- |
| 28   | ↗30  | ↗55  |